# لیسا لوب
لیسا لوب (انگلیسی: Lisa Loeb؛ زادهٔ ۱۱ مارس ۱۹۶۸) خواننده-ترانه‌پرداز، تهیه‌کننده، touring artist, هنرپیشه، پدیدآور، انسان‌دوستی اهل ایالات متحده آمریکا است. وی از سال ۱۹۸۹ میلادی تاکنون مشغول فعالیت بوده‌است.

## گزیده فیلمشناسی
از فیلم‌ها یا برنامه‌های تلویزیونی که وی در آن نقش داشته‌است می‌توان به آثار زیر اشاره کرد.
- شب وحشت (فیلم ۲۰۱۱) (۲۰۱۱)
- جکوزی ماشین زمان ۲ (۲۰۱۵)
- اجتماع (مجموعه تلویزیونی) (۲۰۱۵)